# Todd Harrell
Todd Harrell, właśc. Robert Todd Harrell (ur. 13 lutego 1972 w Escatawpa w stanie Missisipi) – amerykański basista rockowy, kompozytor; muzyk zespołu 3 Doors Down, jeden z jego założycieli.
19 kwietnia 2013 spowodował śmiertelny wypadek samochodowy, jadąc ze znaczną prędkością. Muzyk przyznał się, że wcześniej spożywał alkohol oraz zażywał silne leki uspokajające i przeciwbólowe.